# Metacheiromys
A Metacheiromys az emlősök (Mammalia) osztályának tobzoskák (Pholidota) rendjébe és a fosszilis Metacheiromyidae családjába tartozó nem.

## Tudnivalók
A Metacheiromys egy fosszilis emlős nem, amely a középső eocén korszakban élt, azon a területen, ahol manapság Wyoming van.
Az állat 45 centiméter hosszú volt, és hasonlított a mongúzfélékre. Lábain hosszú karmok ültek, koponyája pedig armadillószerű volt. Az armadillóktól és mai tobozoskáktól eltérően, a Metacheiromysoknak erős szemfogaik voltak, viszont csak kevés őrlőfoguk volt; emiatt a kitinpáncélos (ízeltlábúak) táplálékukat az elcsontosodott szájpadlásával zúzhatta szét.
Az egyik legközelebbi rokonának, a kínai paleocén kori Ernanodon-ot tekintik.

## Rendszerezés
A nembe az alábbi 4 faj tartozik:
- Metacheiromys dasybus Wortman, 1903
- Metacheiromys marshi Wortman, 1903
- Metacheiromys osborni Wortman, 1903
- Metacheiromys tatusia Wortman, 1903

### Fordítás
- Ez a szócikk részben vagy egészben  a   Metacheiromys című angol Wikipédia-szócikk ezen változatának fordításán alapul.  Az eredeti cikk szerkesztőit annak laptörténete sorolja fel. Ez a jelzés csupán a megfogalmazás eredetét és a szerzői jogokat jelzi, nem szolgál a cikkben szereplő információk forrásmegjelöléseként.